# Grande Prêmio da África do Sul de 1978
Resultados do Grande Prêmio da África do Sul de Fórmula 1 realizado em Kyalami em 4 de março de 1978. Terceira etapa da temporada e tricentésima corrida na história da categoria, nele a estreia de Keke Rosberg, futuro campeão mundial, antecedeu a vitória do sueco Ronnie Peterson, da Lotus-Ford.

## Resumo
As equipes Ferrari (312T3) e Brabham (BT46) tinham carros novos em Kyalami para a corrida. O evento também viu o retorno da Renault com seu único carro turboalimentado.
Ronnie Peterson, no Lotus 78 com sua aerodinâmica de efeito solo inspirada por Colin Chapman, lutou com Patrick Depailler em seu Tyrrell na última volta para obter uma vitória dramática. John Watson terminou em terceiro para Brabham. O jovem italiano Riccardo Patrese colocou sua Arrows na liderança antes de se retirar com um motor quebrado. O campeão mundial Niki Lauda, em sua primeira temporada com Brabham, retirou-se da prova com falha de motor e as Ferraris de Carlos Reutemann e Gilles Villeneuve saíram na volta 55. James Hunt, que se classificou em terceiro no grid em seu McLaren M26, deu cinco voltas, enquanto seu novo companheiro de equipe, o francês Patrick Tambay, que se classificou em quarto, caiu no meio da corrida.

## Classificação da prova
| Pos. | Nº | Piloto                | Construtor         | Voltas | Tempo/Diferença | Grid | Pontos |
| ---- | -- | --------------------- | ------------------ | ------ | --------------- | ---- | ------ |
| 1    | 6  | Ronnie Peterson       | Lotus-Ford         | 78     | 1:42:15.767     | 12   | 9      |
| 2    | 4  | Patrick Depailler     | Tyrrell-Ford       | 78     | + 0.466         | 11   | 6      |
| 3    | 2  | John Watson           | Brabham-Alfa Romeo | 78     | + 4.442         | 10   | 4      |
| 4    | 27 | Alan Jones            | Williams-Ford      | 78     | + 30.986        | 18   | 3      |
| 5    | 26 | Jacques Laffite       | Ligier-Matra       | 78     | + 1:09.218      | 13   | 2      |
| 6    | 3  | Didier Pironi         | Tyrrell-Ford       | 77     | + 1 volta       | 14   | 1      |
| 7    | 5  | Mario Andretti        | Lotus-Ford         | 77     | + 1 volta       | 2    |        |
| 8    | 10 | Jean-Pierre Jarier    | ATS-Ford           | 77     | + 1 volta       | 17   |        |
| 9    | 36 | Rolf Stommelen        | Arrows-Ford        | 77     | + 1 volta       | 22   |        |
| 10   | 25 | Hector Rebaque        | Lotus-Ford         | 77     | + 1 volta       | 21   |        |
| 11   | 30 | Brett Lunger          | McLaren-Ford       | 76     | + 2 voltas      | 20   |        |
| 12   | 19 | Vittorio Brambilla    | Surtees-Ford       | 76     | + 2 voltas      | 19   |        |
| Ret  | 35 | Riccardo Patrese      | Arrows-Ford        | 63     | Motor           | 7    |        |
| Ret  | 20 | Jody Scheckter        | Wolf-Ford          | 59     | Despiste        | 5    |        |
| Ret  | 8  | Patrick Tambay        | McLaren-Ford       | 56     | Acidente        | 4    |        |
| Ret  | 12 | Gilles Villeneuve     | Ferrari            | 55     | Fuga de óleo    | 8    |        |
| Ret  | 11 | Carlos Reutemann      | Ferrari            | 55     | Despiste        | 9    |        |
| Ret  | 1  | Niki Lauda            | Brabham-Alfa Romeo | 52     | Motor           | 1    |        |
| Ret  | 18 | Rupert Keegan         | Surtees-Ford       | 52     | Motor           | 23   |        |
| Ret  | 9  | Jochen Mass           | ATS-Ford           | 43     | Motor           | 15   |        |
| Ret  | 37 | Arturo Merzario       | Merzario-Ford      | 39     | Suspensão       | 26   |        |
| Ret  | 15 | Jean-Pierre Jabouille | Renault            | 38     | Motor           | 6    |        |
| Ret  | 32 | Keke Rosberg          | Theodore-Ford      | 15     | Embreagem       | 24   |        |
| Ret  | 14 | Emerson Fittipaldi    | Fittipaldi-Ford    | 9      | Transmissão     | 16   |        |
| Ret  | 24 | Eddie Cheever         | Hesketh-Ford       | 8      | Fuga de óleo    | 25   |        |
| Ret  | 7  | James Hunt            | McLaren-Ford       | 5      | Motor           | 3    |        |
| DNQ  | 31 | René Arnoux           | Martini-Ford       |        |                 |      |        |
| DNQ  | 17 | Clay Regazzoni        | Shadow-Ford        |        |                 |      |        |
| DNQ  | 23 | Lamberto Leoni        | Ensign-Ford        |        |                 |      |        |
| DNQ  | 16 | Hans-Joachim Stuck    | Shadow-Ford        |        |                 |      |        |

## Tabela do campeonato após a corrida
| Pos. | Piloto            | Pontos |
| ---- | ----------------- | ------ |
| 1    | Mario Andretti    | 12     |
| 2    | Ronnie Peterson   | 11     |
| 3    | Niki Lauda        | 10     |
| 4    | Patrick Depailler | 10     |
| 5    | Carlos Reutemann  | 9      |

| Pos. | Construtor         | Pontos |
| ---- | ------------------ | ------ |
| 1    | Lotus-Ford         | 21     |
| 2    | Brabham-Alfa Romeo | 14     |
| 3    | Tyrrell-Ford       | 11     |
| 4    | Ferrari            | 9      |
| 5    | Fittipaldi-Ford    | 6      |

- Nota: Somente as primeiras cinco posições estão listadas. As dezesseis etapas de 1978 foram divididas em dois blocos de oito e neles cada piloto podia computar sete resultados válidos. Dentre os construtores era atribuída apenas a melhor pontuação de cada equipe (mesmo as particulares) por prova.